# 刘辟非
刘辟非（?—?），西汉宗室，沛县（今江苏省沛县）人。楚元王刘交的长子。
刘辟非是汉高帝刘邦的侄子，刘邦封弟弟刘交为楚王。以刘辟非为楚王太子。吕后時，刘辟非弟弟刘郢客為宗正，封上邳侯。太子刘辟非在父亲刘交之前去世，刘交驾薨，汉文帝以刘郢客嗣刘交，為楚夷王。